# Вестморленд (округ, Вірджинія)
Шаблон:StateAbbr_ 38°07′ пн. ш. 76°48′ зх. д. / 38.11° пн. ш. 76.8° зх. д.
Округ  Вестморленд (англ. Westmoreland County) — округ (графство) у штаті  Вірджинія, США. Ідентифікатор округу 51193.

## Демографія
За даними перепису 2000 року загальне населення округу становило 16718 осіб, зокрема міського населення було 4281, а сільського — 12437. Серед мешканців округу чоловіків було 8023, а жінок — 8695. В окрузі було 6846 домогосподарств, 4687 родин, які мешкали в 9286 будинках. Середній розмір родини становив 2,91.
Віковий розподіл населення поданий у таблиці:
| Стать    | До 15 років | 15-21 | 22-29 | 30-39 | 40-49 | 50-65 | 65-85 | Понад 85 |
| -------- | ----------- | ----- | ----- | ----- | ----- | ----- | ----- | -------- |
| Чоловіки | 1595        | 690   | 556   | 984   | 1179  | 1621  | 1293  | 105      |
| Жінки    | 1549        | 644   | 584   | 1058  | 1300  | 1785  | 1568  | 207      |

## Суміжні округи
- Чарлз, Меріленд — північ
- Графство Святої Марії, Меріленд — північний схід
- Нортамберленд — південний схід
- Ричмонд — південь
- Ессекс — південний захід
- Кінг-Джордж — північний захід

## Виноски
1. ↑  U.S. Decennial Census. United States Census Bureau. Архів оригіналу за 19 липня 2018. Процитовано 5 січня 2014.
2. ↑  Historical Census Browser. University of Virginia Library. Архів оригіналу за 26 грудня 2013. Процитовано 5 січня 2014.
3. ↑  Population of Counties by Decennial Census: 1900 to 1990. United States Census Bureau. Архів оригіналу за 15 грудня 2013. Процитовано 5 січня 2014.
4. ↑  Census 2000 PHC-T-4. Ranking Tables for Counties: 1990 and 2000 (PDF). United States Census Bureau. Архів оригіналу (PDF) за 18 грудня 2014. Процитовано 5 січня 2014.
5. ↑  State & County QuickFacts. United States Census Bureau. Архів оригіналу за липень 10, 2006. Процитовано 5 січня 2014.(англ.) Наведено за англійською вікіпедією.
6. ↑  American FactFinder. Бюро перепису населення США. Архів оригіналу за 26 лютого 2012. Процитовано 31 січня 2008.

| США | Це незавершена стаття з географії США. Ви можете допомогти проєкту, виправивши або дописавши її. |